# 大谷正男

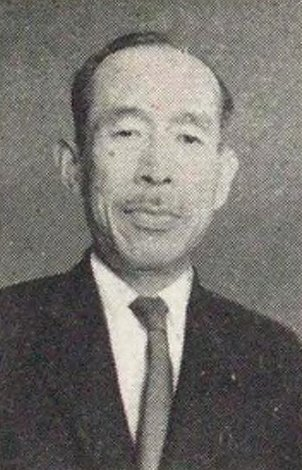
大谷正男

大谷 正男（おおや まさお、1883年（明治16年）2月2日 – 1967年（昭和42年）2月6日）は、貴族院勅選議員、宮内官僚。

## 経歴
貴族院議員大谷靖の三男として東京市に生まれる。1907年（明治40年）、東京帝国大学法科大学を卒業した。大蔵省に入り、税関監視官、同事務官、横浜税関監視部長を務めた。1914年（大正3年）、宮内省に入り、内蔵寮財務課長、大臣官房総務課長、書記官、宮内大臣秘書官、勅任参事官、内蔵頭を歴任。1933年（昭和8年）、宮内次官に就任。1936年（昭和11年）からは皇太后宮大夫を務めた。
1946年（昭和21年）6月19日、貴族院議員に勅選された。

## 栄典
勲章
- 1940年（昭和15年）8月15日 - 紀元二千六百年祝典記念章[5]

外国勲章佩用允許
- 1935年（昭和10年）9月21日 - 満洲帝国：満洲帝国皇帝訪日記念章[6]